# Jodát

A jodát anion IO_{3}^{−}

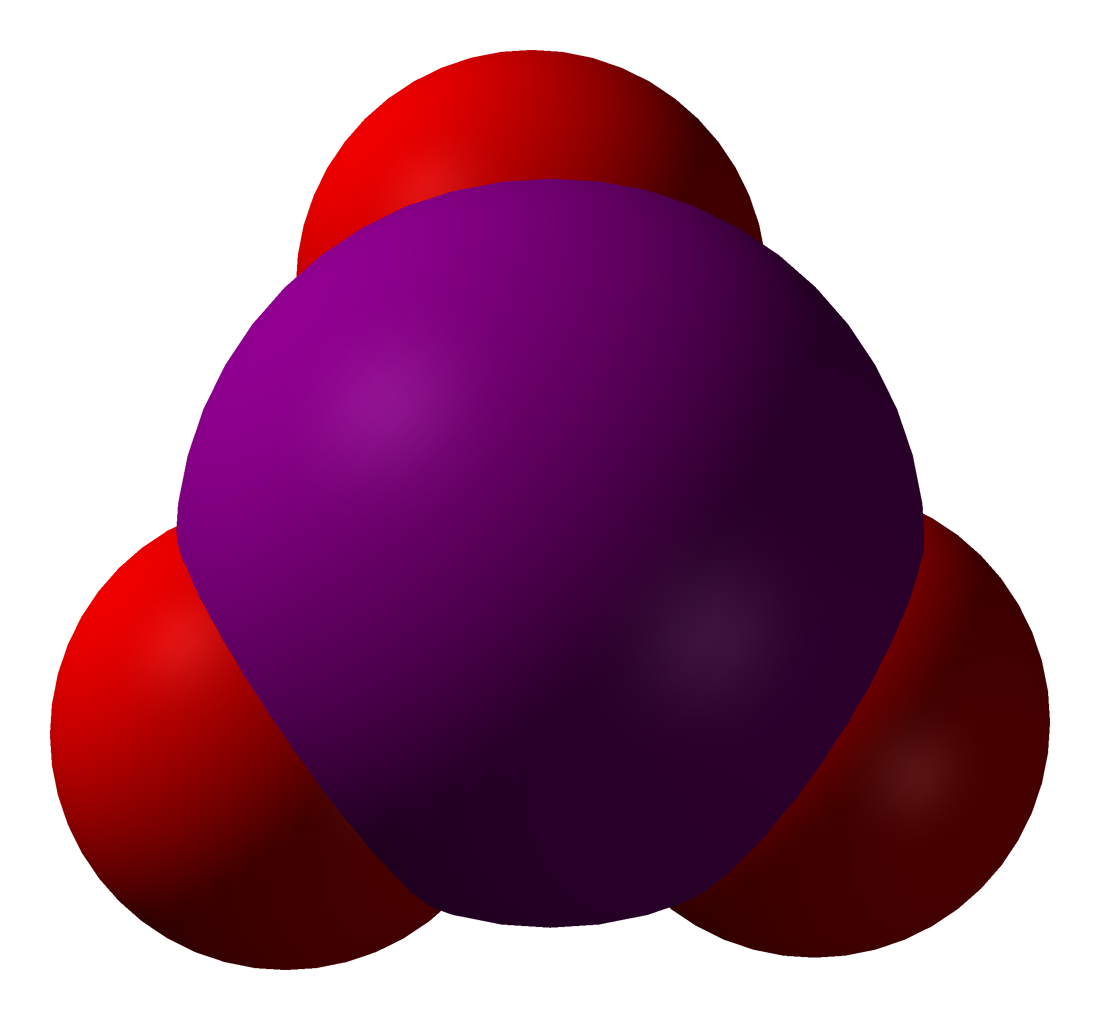
A jodát anion kalottamodellje

A jodát a jódsav konjugált bázisa, trigonális piramisos szerkezetű anion, képlete IO3−. A jodátok erős, bár a klorátoknál vagy bromátoknál kevésbé erélyes  oxidálószerek. Stabil vegyületek, de éghető anyaggal keverve ütésre érzékenyek és könnyen felrobbanhatnak.
A jodátokat perjodátok tioéteres redukciójával lehet előállítani, a reakcióban melléktermékként szulfoxid keletkezik.
Pár jodát: nátrium-jodát (NaIO3), ezüst-jodát (AgIO3), kalcium-jodát (Ca(IO3)2).
A jodátokból savas környezetben jódsav keletkezik.
A kálium-hidrogénjodát KH(IO3)2 a jódsav savanyú sója. A hidrogén-jodátok létezése arra utal, hogy a jódsav dimer jellegű is lehet.
A jodátok a természetben megtalálhatók a chilei salétromban, a hínárban és a tengeri moszatban.
A jódozott konyhasóban nátrium- és kálium-jodát található, melyet golyva megelőzésére fogyasztanak, a jód ugyanis a pajzsmirigy fontos hormonjának, a tiroxinnak az alkotórésze.

## Fordítás
Ez a szócikk részben vagy egészben  az   Iodate című angol Wikipédia-szócikk ezen változatának fordításán alapul.  Az eredeti cikk szerkesztőit annak laptörténete sorolja fel. Ez a jelzés csupán a megfogalmazás eredetét és a szerzői jogokat jelzi, nem szolgál a cikkben szereplő információk forrásmegjelöléseként.
Ez a szócikk részben vagy egészben  a   Jodat című német Wikipédia-szócikk ezen változatának fordításán alapul.  Az eredeti cikk szerkesztőit annak laptörténete sorolja fel. Ez a jelzés csupán a megfogalmazás eredetét és a szerzői jogokat jelzi, nem szolgál a cikkben szereplő információk forrásmegjelöléseként.